# Pierre-Olivier Beckers-Vieujant
Pour les articles homonymes, voir Beckers et Vieujant.
Pierre-Olivier baron Beckers-Vieujant (Uccle, le 3 mai 1960) est un homme d'affaires belge, administrateur délégué honoraire du groupe Delhaize.

## Biographie
Pierre-Olivier Beckers est le cadet des six enfants du chevalier Guy Beckers, ancien président et ancien administrateur-délégué de Delhaize Le Lion. La famille Beckers compte parmi les actionnaires importants de Delhaize. Guy Beckers est l'époux de Denise Vieujant, petite-fille de l'un des fondateurs, Jules Vieujant, beau-frère des frères Delhaize. En 1996 Guy Beckers a été anobli avec le titre personnel de chevalier par le Roi Albert II. Pierre-Olivier Beckers a été honoré du titre personnel de baron par le Roi Philippe en 2013 ,. Par arrêté royal du 5 novembre 2012 (Moniteur belge du 19 novembre 2012), il a obtenu l'autorisation de substituer à son nom patronymique celui de Beckers-Vieujant pour lui et ses descendants. Il est commandeur de l’Ordre de Léopold.
Pierre-Olivier Beckers-Vieujant a obtenu son diplôme de licencié en sciences économiques appliquées à l’Université catholique de Louvain et détient également un diplôme MBA de la Harvard Business School. En 1983 il a épousé Karine Josz (1961) et ils ont trois fils. Depuis 1983, Beckers-Vieujant est actif au sein du Groupe Delhaize et y a gravi tous les échelons de la hiérarchie, avant de devenir administrateur-délégué en 1999. En 2002, il a également accédé à la présidence de Delhaize America.
En 2000, il a été élu en Belgique Manager de l'année et en 2009 CEO BEL 20 de l'année. Aux États-Unis, il a été nommé à la huitième place dans le 'ranking' des plus importants patrons du secteur des supermarchés (en 2010, 2011 et 2012). Il est précédé par six Américains et par le Néerlandais Dick Boer de Ahold.
Il a quitté la fonction de CEO du Groupe Delhaize fin 2013, tout en restant membre du Conseil d'administration.
En 2014, il est nommé Président de l’Advisory Board de la Louvain School of Management.
Il est également membre du Conseil d’Aramark Inc, BATA, Belron et D’Ieteren Group. Il soutient l’entrepreneuriat en investissant dans des start-ups telles Funds For Good (FFG) et Wooclap.
Depuis janvier 2019, il occupe un poste d'administrateur au sein de la startup Wooclap.

## Comité olympique
En plus de ses activités d'homme d'affaires, Pierre-Olivier Beckers-Vieujant a en 2004 été élu pour 4 ans en tant que président du Comité olympique belge. En juin 2017, il est réélu à ce poste pour la quatrième fois. Il s'est distingué précédemment par la pratique d'au moins 14 sports, dont 3 de compétition (la natation, le hockey et le football).
Le 26 juillet 2012, à la veille de l'ouverture des Jeux olympiques 2012 à Londres, il a été élu membre du Comité international olympique . Après le départ, dans le courant de 2013, du comte Jacques Rogge de la présidence, Pierre-Olivier Beckers-Vieujant demeure le seul représentant belge au sein du CIO.
Le 30 octobre 2017, il a été nommé par le président du CIO Thomas Bach à la tête de la Commission de coordination des Jeux olympiques de Paris 2024.